# Singa (mitología)

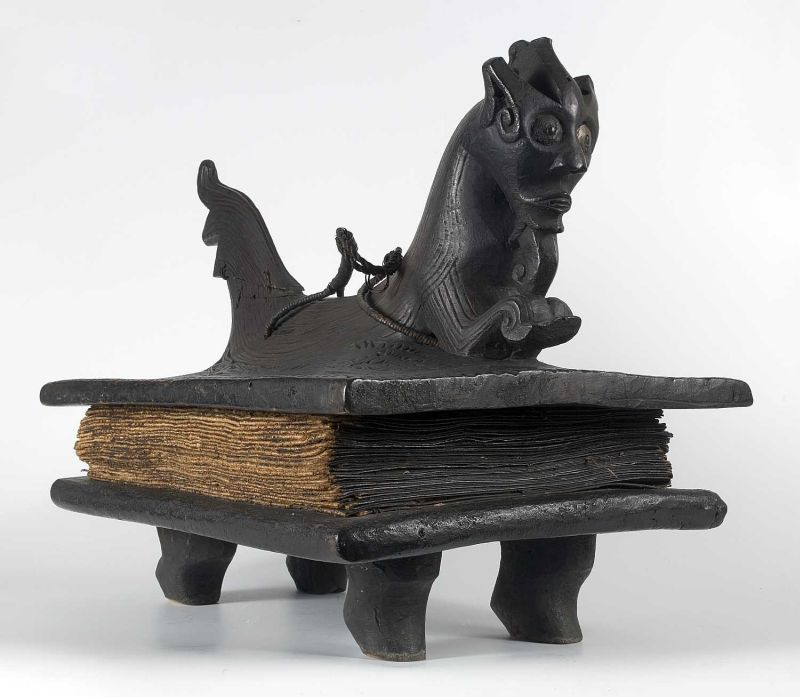
Una figura singa en el Gran Pustaha.

Singa es una figura apotropaica en la mitología del pueblo Batak del norte de Sumatra, Indonesia. El singa representa un poder protector y benévolo. Se describe como «parte de un ser humano, parte de un búfalo y parte de un cocodrilo o lagarto». Está representado de diversas formas, pero siempre tiene un rostro alargado, con grandes ojos saltones, una nariz bien definida y una larga barba en espiral. A menudo se representa solo con la cabeza, pero a veces también se puede representar en cuerpo completo. Otras figuras, como otras deidades protectoras o figuras ancestrales, también se pueden representar de pie o sentadas sobre la cabeza de la singa.

## Etimología
La palabra singa se deriva del sánscrito singa, león. El término singa del pueblo Batak tiene un predominio mágico, no zoológico, por lo que singa no simboliza un león. En cambio, el singa representa al Naga o Boru Saniang Naga, la serpiente primitiva en la mitología hindú-budista. No está seguro de por qué se le da el nombre de singa a esta figura mágica.

## Como adorno
Las imágenes singa están talladas en varios objetos, como utensilios domésticos, recipientes de medicinas, joyas, amuletos, ataúdes de madera, sarcófagos de piedra, graneros y casas tradicionales Batak. Su uso frecuente hizo del singa un símbolo de la cultura Batak. Esculturas singa en una casa Batak se llama singa ni ruma, o «casa singa». El uso apotropaico de un singa puede provenir del período budista-hindú del pueblo Batak durante el siglo IX (el pueblo Batak es predominantemente cristiano y musulmán). Una de las principales características de la arquitectura hindú-budista en Java y Bali es el dios omnipresente kirtimukhasobre sobre arcos y puertas. Fue durante el período aparajita a principios del siglo IX que esta versión batak de kirtimukha, llamada singhamugam, apareció los relieve de edificios.